# TEN YEARS AGO
『TEN YEARS AGO』（テン・イヤーズ・アゴー）は、矢沢永吉のセルフカバー・アルバム。1985年11月28日発売。

## 概要
本作は「矢沢永吉10周年特別企画」と銘打たれた作品で（1985年は矢沢のソロデビュー10周年）キャロル時代の楽曲をセルフカバーした矢沢初のカバー・アルバム。ジョン・マクフィーをプロデューサーに、前作『YOKOHAMA二十才まえ』とほぼ同時期にレコーディングされた。
ジャケット写真は篠山紀信撮影。ブックレットには、キャロル時代の写真と、当時を語った矢沢のコメントが散りばめられている。
同時期に「ルイジアンナ」もレコーディングされたが、本作には収録されていない。後の1988年11月30日、シングル『くちづけが止まらない』のB面に、「ルイジアンナ -ニューヴァージョン-」として収録された。

## 収録曲
全作詞：大倉洋一／作曲：矢沢永吉
1. ホープ
2. コーヒー・ショップの女の娘
3. 憎いあの娘
4. やりきれない気持
5. ヘイ・タクシー
6. 二人だけ
7. レディ・セブンティーン
8. 0時5分の最終列車
9. ミスター・ギブソン
10. SHE BELONGS TO HIM（彼女は彼のもの）
11. 最後の恋人
12. ファンキー・モンキー・ベイビー